# Gérard Gnanhouan
Gérard Gnanhouan (Adzope, 12 febbraio 1979) è un ex calciatore ivoriano, di ruolo portiere.

## Palmarès
- Coppa di Lega francese: 1

Sochaux: 2003-2004